# Lode Wouters (wielrenner)
Louis "Lode" Wouters (Kwaadmechelen, 27 mei 1929 – Geel, 25 maart 2014) was een Belgisch profwielrenner van 1951 tot 1953.

## Carrière
Het hoogtepunt van zijn carrière waren de Olympische Spelen van 1948. Hij won er samen met Eugène Van Roosbroeck en Léon De Lathouwer het ploegenklassement van de wegrit. Er kwam een einde aan zijn carrière toen hij tijdens een kermiskoers tegen een schietkraam reed. Zijn arm werd verbrijzeld.
Wouters heeft 10 zeges op zijn naam staan en reed bij Alcyon-Dunlop.

## Erelijst
1948 - amateurs
 ploegenklassement Olympische Spelen op de weg (samen met Eugène Van Roosbroeck en Léon De Lathouwer)
 in de wegwedstrijd op de Olympische Spelen
1e in de 5e etappe Ronde van Limburg
 Nationaal kampioen op de weg
1949 - amateurs
1e Ronde van Midden-Nederland
1951 - profs
1e Oud-Turnhout
1e Riemst
1952 - profs
1e Itegem
1e Waasmunster
1e Westerlo
1e etappe Dwars door Vlaanderen/Dwars door België

## Resultaten in voornaamste wedstrijden
| Jaar | Gent-Wevelgem | Ronde van Vlaanderen | Luik-Bast.‑Luik | Waalse Pijl | Dwars door Vlaanderen |
| ---- | ------------- | -------------------- | --------------- | ----------- | --------------------- |
| 1952 | 10e           | 27e                  | 41e             | 11e         | ↑                     |

1912: Friborg, Malm, Persson, Lönn ·
1920: Souchard, Canteloube, Detreille, Gobillot ·
1924: Blanchonnet, Hamel, Wambst ·
1928: Hansen, Nielsen, Jørgensen ·
1932: Pavesi, Segato, Olmo ·
1936: Charpentier, Lapébie, Dorgebray ·
1948: Wouters, De Lathouwer, Van Roosbroeck ·
1952: Noyelle, Grondelaers, Victor ·
1956: Geyre, Moucheraud, Vermeulin